# Salas y Gómez

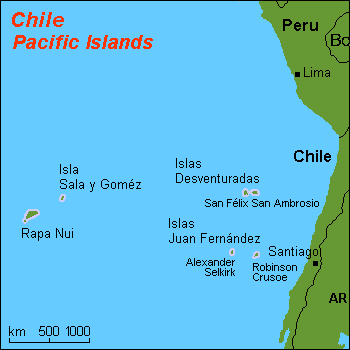
Ligging van Salas y Gómez.

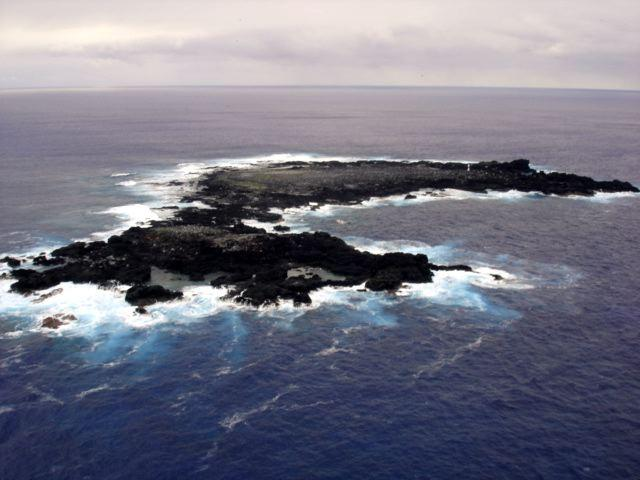
luchtfoto van het eiland, genomen in oostelijke richting

Salas y Gómez of Sala y Gómez is een klein onbewoond Chileens eiland op de Nazcaplaat in de Grote Oceaan. Het is het meest oostelijke deel van Polynesië en behoort tot het Chileense departement Paaseiland.
Het eiland ligt 3220 kilometer ten westen van het vasteland van Chili en 391 kilometer ten noordoosten van Paaseiland. Salas y Gómez heeft een vulkanische oorsprong en is 0,15 km² groot. Het bestaat uit twee heuvels van respectievelijk 26 en 30 meter hoog die worden verbonden door een 30 meter brede landengte.
Het eiland is nauwelijks begroeid; er groeien slechts vier soorten landplanten, waaronder een varensoort. De fauna op het land bestaat naast enkele insecten uit vogels. Er is geen zoet water op het eiland, maar door regen wordt er op het oostelijke deel van het eiland vaak een klein zoetwatermeer gevormd met een diameter van 75 meter, wat voor overtrekkende zeevogels van groot belang is.

## Geschiedenis
Salas y Gómez werd op 23 augustus 1793 ontdekt door de Spanjaard José Salas Valdés en werd in 1805 nog eens onderzocht door een andere Spanjaard: José Manuel Gómez. Het eiland is vernoemd naar deze twee mensen. Er is voor zover bekend nooit menselijke bewoning geweest, maar het eiland was in de prehistorie wel bekend bij bewoners van Paaseiland, die het Manu Motu Motiro Hiva noemden.
Sinds 1808 maakt het deel uit van Chili. Het naburige Paaseiland pas vanaf 1880.